# Abdul Karim
Mohammed Abdul Karim, noto anche con lo pseudonimo di il Munshi (Lalitpur, 1863 – Agra, 20 aprile 1909), è stato un funzionario indiano, segretario della Regina Vittoria durante gli ultimi quindici anni del suo regno, guadagnandone l'affetto materno.

## Biografia
Abdul Karim nacque a Lalitpur vicino a Jhansi nell'Impero anglo-indiano, figlio di un assistente ospedaliero. Nel 1887, anno del Golden Jubilee (50 anni di regno) della Regina Vittoria, Abdul Karim fu uno dei due indiani scelti per diventare camerieri della sovrana britannica, che si affezionò molto a lui assegnandogli il titolo di "Munshi" ("segretario" o "maestro"). Vittoria lo nominò suo segretario indiano, lo riempì di onori e ottenne per lui l'assegnazione di un terreno in India.
La stretta relazione platonica tra Karim e la Regina portò comunque ad attriti all'interno della corte reale britannica, i cui membri si sentivano offesi dai privilegi di un suddito ritenuto evidentemente inferiore. La regina insistette nel portare Mohammed Abdul Karim con lei nei suoi viaggi, provocando discussioni con i suoi assistenti. In seguito alla morte di Vittoria nel 1901, il suo successore Edoardo VII rimandò Abdul Karim in India e ordinò la confisca e la distruzione della corrispondenza con Vittoria. Abdul Karim visse in seguito tranquillamente vicino ad Agra, nella tenuta che Vittoria gli aveva assegnato, fino alla sua morte all'età di 46 anni.

### Gioventù
Mohammed Abdul Karim nacque in una famiglia musulmana a Lalitpur vicino a Jhansi nel 1863. Suo padre, Haji Mohammed Waziruddin, era un assistente ospedaliero presso il Central India Horse, un reggimento a cavallo inglese. Abdul Karim aveva un fratello maggiore, Abdul Aziz, e quattro sorelle minori. Gli furono insegnati privatamente il persiano e l'urdu, e viaggiò da adolescente attraverso l'India del Nord e l'Afghanistan. Il padre di Abdul Karim partecipò alla Battaglia di Kandahar che pose termine alla Seconda guerra anglo-afgana, nell'agosto del 1880. Dopo la guerra, il padre di Abdul Karim si trasferì dal Central India Horse a una posizione civile nella Prigione Centrale di Agra, mentre Mohammed Abdul Karim lavorò come vakil ("agente" o "rappresentante") del Nawab di Jaora nell’Agenzia di Agar. Dopo tre anni ad Agar, Abdul Karim si dimise e si trasferì ad Agra, per diventare impiegato nella prigione. Suo padre combinò il matrimonio tra Abdul Karim e la sorella di un compagno di lavoro.
I prigionieri della prigione di Agra erano addestrati e tenuti occupati come tessitori di tappeti come parte della loro riabilitazione. Nel 1886 34 prigionieri viaggiarono fino a Londra per dimostrare la tessitura dei tappeti alla Esposizione coloniale e indiana a South Kensington. Abdul Karim non accompagnò i prigionieri ma aiutò il direttore della prigione sir John Tyler nell'organizzazione del viaggio e aiutò a selezionare i tappeti e i tessitori. Quando la regina Vittoria del Regno Unito visitò l'esposizione, Tyler le diede in regalo due braccialetti d'oro, anche questi scelti con l'aiuto di Abdul Karim. La Regina aveva da molto tempo un interesse per i suoi territori indiani e desiderava impiegare alcuni servitori indiani per il suo Golden Jubilee. Chiese a Tyler di assumere due domestici che sarebbero stati impiegati per un anno. Abdul Karim fu in fretta istruito alle maniere di corte e alla lingua inglese e inviato in Gran Bretagna insieme a Mohammed Buksh. Il Maggiore Generale Thomas Dennehy, che stava per essere incaricato della Corte Reale, aveva in precedenza impiegato Buksh come servitore. Era pianificato che i due indiani avrebbero inizialmente servito a tavola e poi imparato a svolgere altri ruoli.

### Servitore reale

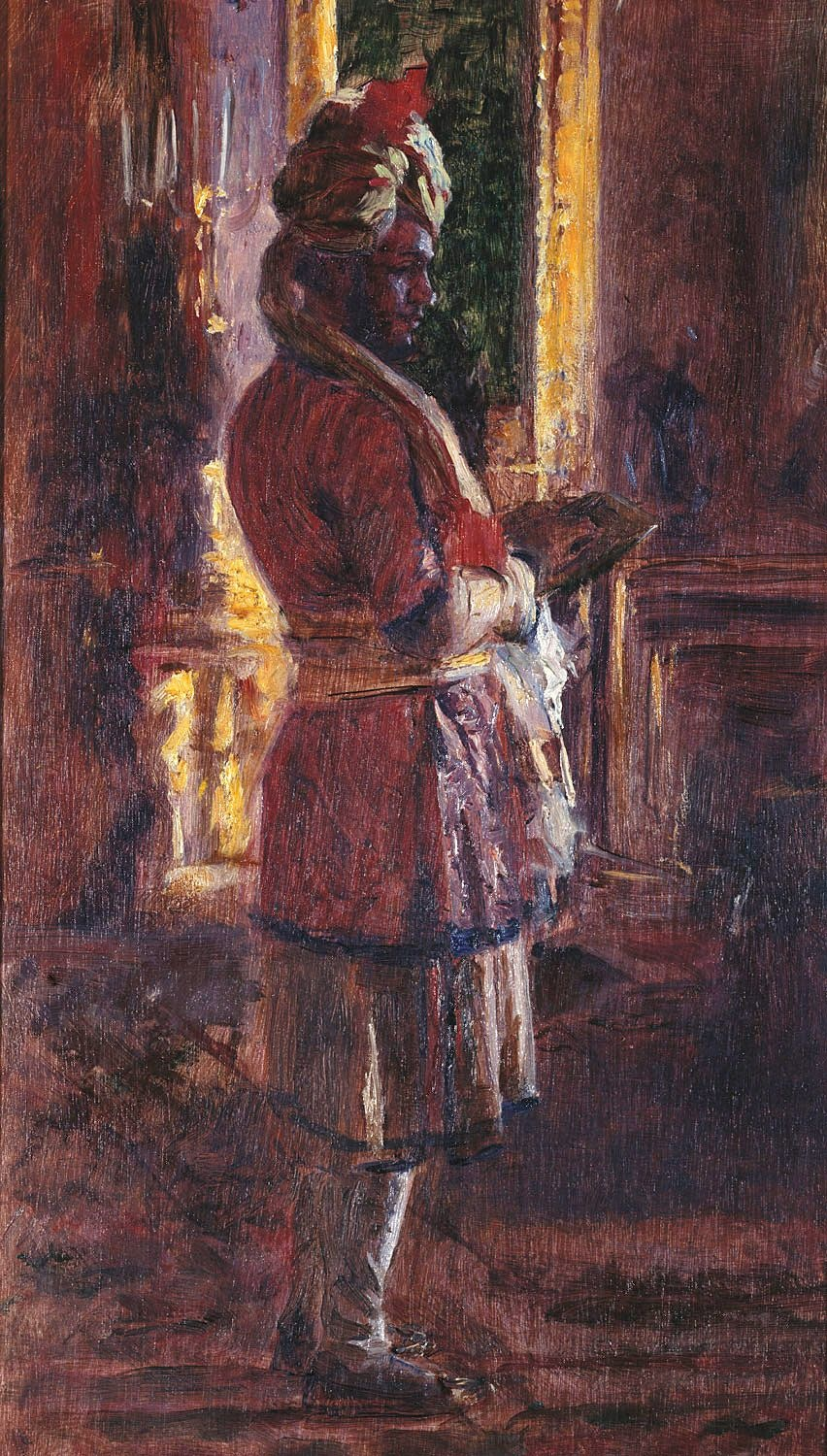
Il Munshi in un dipinto di Laurits Tuxen, commissionato dalla Regina Vittoria, 1887.

Dopo un viaggio in treno da Agra a Bombay e con una nave a vapore postale fino in Gran Bretagna, Abdul Karim e Buksh arrivarono al Castello di Windsor nel giugno del 1887. Furono assegnati al Maggior-Generale Dennehy e all'inizio servirono la Regina a colazione nella Frogmore House a Windsor il 23 giugno 1887. La Regina descrisse Abdul Karim nel suo diario di quel giorno: "L'altro, molto più giovane, è molto più magro (di Buksh), alto, con una bella espressione seria del volto. Suo padre è un dottore indiano ad Agra. Hanno ambedue baciato il mio piede."
Cinque giorni dopo la Regina notò che "Gli Indiani ora servono sempre e lo fanno così bene e in silenzio. " Il 3 agosto scrisse: "Sto imparando alcune parole della lingua dell'Hindustan per parlare con i miei domestici. Ho un grande interesse per la lingua e la gente con cui non sono mai naturalmente entrata in vero contatto prima." Il 20 agosto provò un "eccellente curry" fatto da uno dei domestici. Il 30 agosto Abdul Karim stava insegnandole l'urdu, che usò durante un'udienza in dicembre per salutare la Maharani Chimnabai di Vadodara.
Vittoria provava una grande simpatia per Abdul Karim e ordinò che gli fosse assegnato un insegnamento aggiuntivo della lingua inglese. Per il febbraio 1888 aveva "imparato benissimo l'inglese" secondo Vittoria. Dopo che si era lamentato con la Regina che era stato un impiegato in India e che l'umile lavoro di domestico era al di sotto di lui, fu promosso alla posizione di "Munshi" nell'agosto del 1888. Nel suo diario la Regina scrisse che aveva deciso questo cambiamento perché restasse con lei: "Desidero particolarmente mantenere i suoi servizi perché mi aiuta a studiare la lingua dell'India, che mi interessa molto, ed è molto intelligente e utile." Le fotografie di lui che serviva a tavola furono tuttavia distrutte.
Karim diventò il primo impiegato indiano al servizio della Regina, mentre Buksh rimase al suo servizio solo come khidmatgar o "cameriere a tavola" fino alla morte, avvenuta a Windsor nel 1899.
Secondo il biografo di Karim Sushila Anand, le lettere della Regina testimoniano che "le sue discussioni con il Munshi erano di ampio raggio — filosofiche, politiche e pratiche. Sia la testa sia il cuore erano coinvolti. Non c'è dubbio che la Regina trovò in Abdul Karim un collegamento con un mondo che le era alieno ma che l'affascinava e un confidente che le forniva la linea ufficiale." Abdul Karim era a capo degli altri domestici indiani e responsabile dei loro conti. Vittoria lo elogiava nelle sue lettere e nel diario. "Sono così tanto affezionata a lui - scriveva - È così buono e gentile e capisce tutto quello che voglio ed è un vero conforto per me." Ammirava "il suo segretario personale indiano Munshi, che è un uomo eccellente, abile, veramente pio e molto raffinato e gentile, che dice "Dio lo ha ordinato" ... Gli ordini di Dio sono quelli a cui obbediscono implicitamente! Tale fede e coscienziosità ci danno un grande esempio." Al Castello di Balmoral, la tenuta scozzese della Regina, fu assegnata ad Abdul Karim la stanza occupata da John Brown, un servitore favorito della Regina che era morto nel 1883. Nonostante l'aspetto serio e solenne che Abdul Karim presentava al mondo esterno, la Regina scriveva che "è molto amichevole e allegro con le cameriere della Regina e ride e persino scherza ora – e le ha invitate a vedere tutte le sue belle cose offrendo loro da mangiare del dolce di frutta".

### Ostilità della corte
Nel novembre 1888, Abdul Karim ebbe un permesso di quattro mesi per ritornare in India, durante il quale visitò suo padre. Abdul Karim scrisse a Vittoria che il padre, che stava per terminare la sua vita lavorativa, sperava in una pensione e che il suo precedente datore di lavoro, John Tyler, cercava di ottenere una promozione. Come risultato, per i primi sei mesi del 1889, Vittoria scrisse al Viceré dell'India, Lord Lansdowne, chiedendo un intervento per la pensione di Waziruddin e la promozione di Tyler. Il Viceré fu riluttante a seguire la questione perché Waziruddin aveva detto al governatore locale, Sir Auckland Colvin, che desiderava solo gratitudine e anche perché Tyler aveva una reputazione di comportamento senza tatto e un brutto carattere.
La veloce ascesa di Abdul Karim cominciò a creare gelosia e scontento tra i membri della Corte Reale che non si sarebbero normalmente mai mescolati socialmente con Indiani di rango inferiore al principe. La Regina si aspettava che accogliessero Abdul Karim, un Indiano di origine ordinaria, tra di loro, ma non erano disposti a farlo. Abdul Karim, da parte sua, si aspettava di essere trattato come un loro pari. Quando Alberto Edoardo Principe di Galles (più tardi Edoardo VII) organizzò una festa per la Regina nella sua casa a Sandringham il 26 aprile 1889, Abdul Karim scoprì che gli era stata data una sedia con i servitori. Sentendosi insultato, si ritirò nella sua stanza. La Regina prese la sua parte, sostenendo che doveva sedersi tra le persone della Corte. Quando la Regina presenziò ai Giochi di Braemar nel 1890, suo figlio Arturo, duca di Connaught e Strathearn, affrontò il segretario privato della Regina Sir Henry Ponsonby con sdegno dopo che aveva visto il Munshi tra l'aristocrazia. Ponsonby suggerì che era "per ordine della Regina", e che il Duca doveva parlarne con lei. "Questo lo zittì completamente", notò Ponsonby.
La biografa di Vittoria Carolly Erickson descrisse la situazione:
Il rapido avanzamento e l'arroganza personale del Munshi avrebbe portato inevitabilmente alla sua impopolarità, ma la sua razza rese tutte le emozioni più calde contro di lui. Il razzismo era una piaga dell'epoca; andava insieme alla credenza nella appropriatezza del dominio globale della Gran Bretagna. Per un Indiano dalla pelle scura essere messo quasi allo stesso livello dei servitori bianchi della regina era già intollerabile, mangiare alla stessa tavola, condividere le loro vite quotidiane era visto come un oltraggio. Tuttavia la regina era decisa a imporre l'armonia nella sua abitazione. L'odio razziale era intollerabile per lei e il "caro buon Munshi" meritava solo rispetto.
Quando le riportavano le lamentele, Vittoria si rifiutò di credere a qualunque commento negativo su Abdul Karim. Respinse le preoccupazioni sul suo comportamento, ritenuto arbitrario dalla Corte e dallo staff, come "molto sbagliate". Nel giugno 1889, il cognato di Abdul Karim, Hourmet Ali, vendette una delle spille di Vittoria a un gioielliere di Windsor. Accettò la spiegazione di Abdul Karim che Ali aveva trovato la spilla ed era consuetudine in India di tenere tutto quello che si trovava, mentre il resto dei domestici pensava che Ali l'avesse rubata. In luglio fu assegnata ad Abdul Karim la stanza precedentemente occupata dal Dr (poi Sir) James Reid, il medico di Vittoria, e concesso l'uso di un salotto privato.

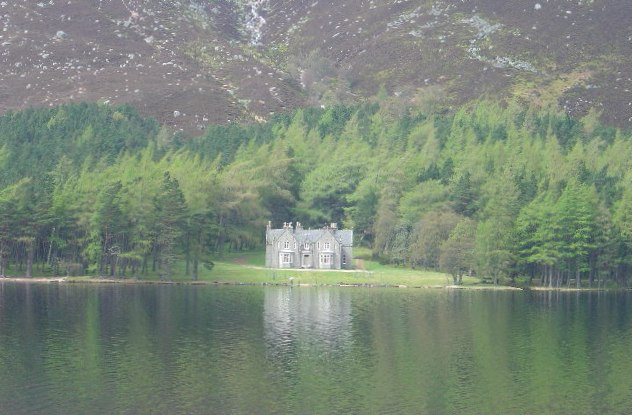
Glassalt Shiel: Ingresso remoto di Vittoria alla tenuta di Balmoral.

La Regina, influenzata dal Munshi, continuò a scrivere a Lord Lansdowne sulla questione della promozione di Tyler e l'amministrazione dell’India. Espresse riserve sull'introduzione di consigli eletti sulla base del fatto che i musulmani avrebbero vinto pochi seggi perché erano in minoranza e sollecitò che le feste hindu fossero calendarizzate in modo da non entrare in conflitto con quelle musulmane. Lansdowne rifiutò il secondo suggerimento in quanto potenzialmente controverso, ma nominò Tyler Vice Ispettore Generale delle Prigioni nel settembre 1889.
Con la sorpresa e la preoccupazione della Corte, durante la permanenza di Vittoria a Balmoral nel settembre 1889, Vittoria e Abdul Karim passarono una notte in una casa isolata della tenuta di Balmoral, Glassalt Shiel sul Loch Muick. Vittoria era stata lì spesso con Brown e dopo la sua morte aveva giurato di non ritornarvi più. All'inizio del 1890, Abdul Karim si ammalò di un foruncolo infiammato sul collo e Vittoria ordinò a Reid, il suo medico personale, di curare Abdul Karim. Scrisse a Reid esprimendo la sua preoccupazione e spiegando che si sentiva responsabile per la salute dei suoi domestici indiani perché erano così lontani dalla loro patria. Reid intervenne per aprire e drenare il gonfiore e Abdul Karim guarì. Reid scrisse il 1º marzo 1890 che la Regina visitava Abdul Karim nella sua stanza prendendo lezioni di Urdu, firmando gli atti ufficiali del governo, esaminando il suo collo, lisciando i suoi cuscini, ecc."

### Concessioni di terra e questioni familiari
Nel 1890 la Regina fece dipingere un ritratto di Abdul Karim da Heinrich von Angeli. Secondo la Regina, von Angeli era contento di dipingere Abdul Karim perché non aveva mai dipinto un indiano prima di allora ed "era così colpito dalla sua bella faccia e colore". L'11 luglio 1890 Vittoria scrisse a Lansdowne e al Segretario di Stato per l'India Lord Cross chiedendo "la concessione di un terreno al veramente esemplare e eccellente giovane Munshi, Hafiz Abdul Karim". L'anziana Regina non si fidava che i suoi parenti e la Corte Reale si sarebbero occupati del Mushi dopo la sua morte e cercava di assicurare il suo futuro. Lansdowne rispose che le terre venivano concesse solo ai soldati e solo in caso di lungo e meritorio servizio. Tuttavia il Viceré accettò di trovare una concessione per Abdul Karim che rendesse circa 600 rupie all'anno, la stessa cifra che un vecchio soldato poteva aspettarsi dopo aver combattuto in modo eccezionale. Vittoria scrisse a Lansdowne più volte tra luglio e ottobre, facendo pressione su di lui per la concessione di un terreno. A parte la terra incolta c'era poca terra controllata dal governo vicino a Agra; quindi Lansdowne aveva difficoltà a trovare un terreno adatto. Il 30 ottobre il Munshi lasciò Balmoral per un permesso di quattro mesi in India, viaggiando nella stessa nave di Lady Lansdowne. Nello stesso giorno Lord Lansdowne telegrafò alla Regina per farle sapere che era stata decisa la concessione di un terreno nei sobborghi di Agra. Lansdowne considerò importante informare la Regina che:
Lansdowne visitò Agra nel novembre del 1890. Egli e il Munshi si incontrarono e Lansdowne fece sedere Karim con lo staff del Viceré durante un Durbar. Lansdowne incontrò il Munshi e Waziruddin privatamente e Lady Lansdowne incontrò sua moglie e la suocera, che furono fatte entrare segretamente nell'accampamento del Viceré per rispettare le regole del Purdah.
Nel 1891, dopo il ritorno di Abdul Karim in Gran Bretagna, chiese a Reid di inviare a suo padre una grande quantità di composti medicinali, inclusi la stricnina, 2,2,2-tricloro-1,1-etandiolo, morfina e molti altri veleni. Reid calcolò che la quantità richiesta era "ampiamente sufficiente per uccidere da 12 000 a 15 000 adulti o un'enorme quantità di bambini" e di conseguenza rifiutò. Invece Reid persuase la Regina che i prodotti chimici dovevano essere ottenuti dalle competenti autorità in India. Nel giugno del 1892 Waziruddin visitò la Gran Bretagna e si fermò sia a Balmoral sia al Castello di Windsor. Andò in pensione nel 1893 e nel New Year Honours del 1894 fu compensato, con soddisfazione di Vittoria, con il titolo di Khan, che Lansdowne notò era "uno che in circostanze normali il Dottore non avrebbe mai potuto aspettarsi ".
Nel maggio 1892, il Munshi ritornò in India con un permesso di sei mesi; al suo ritorno sua moglie e sua suocera lo accompagnarono. Ambedue le donne erano velate dalla testa ai piedi e viaggiarono in compartimenti di treno con le tende tirate. Vittoria scrisse, "le due signore indiane ... che sono, io credo, le prime donne musulmane purdah che sono mai venute da noi... tengono alla loro tradizione di completa reclusione e di essere completamente coperte quando escono, a parte i fori per i loro occhi." Essendo donna, Vittoria le vide senza veli. Il Munshi e la sua famiglia erano ospitati in villette a Windsor, Balmoral e Osborne, il ritiro della Regina sull'isola di Isola di Wight. Vittoria li visitò regolarmente, di solito portando i suoi ospiti femminili, compresi l'Imperatrice di Russia e la Principessa del Galles, per incontrare i parenti femminili del Munshi. Una visitatrice, Marie Mallet, la donna di compagnia della Regina e moglie del funzionario pubblico Bernard Mallet, scrisse:

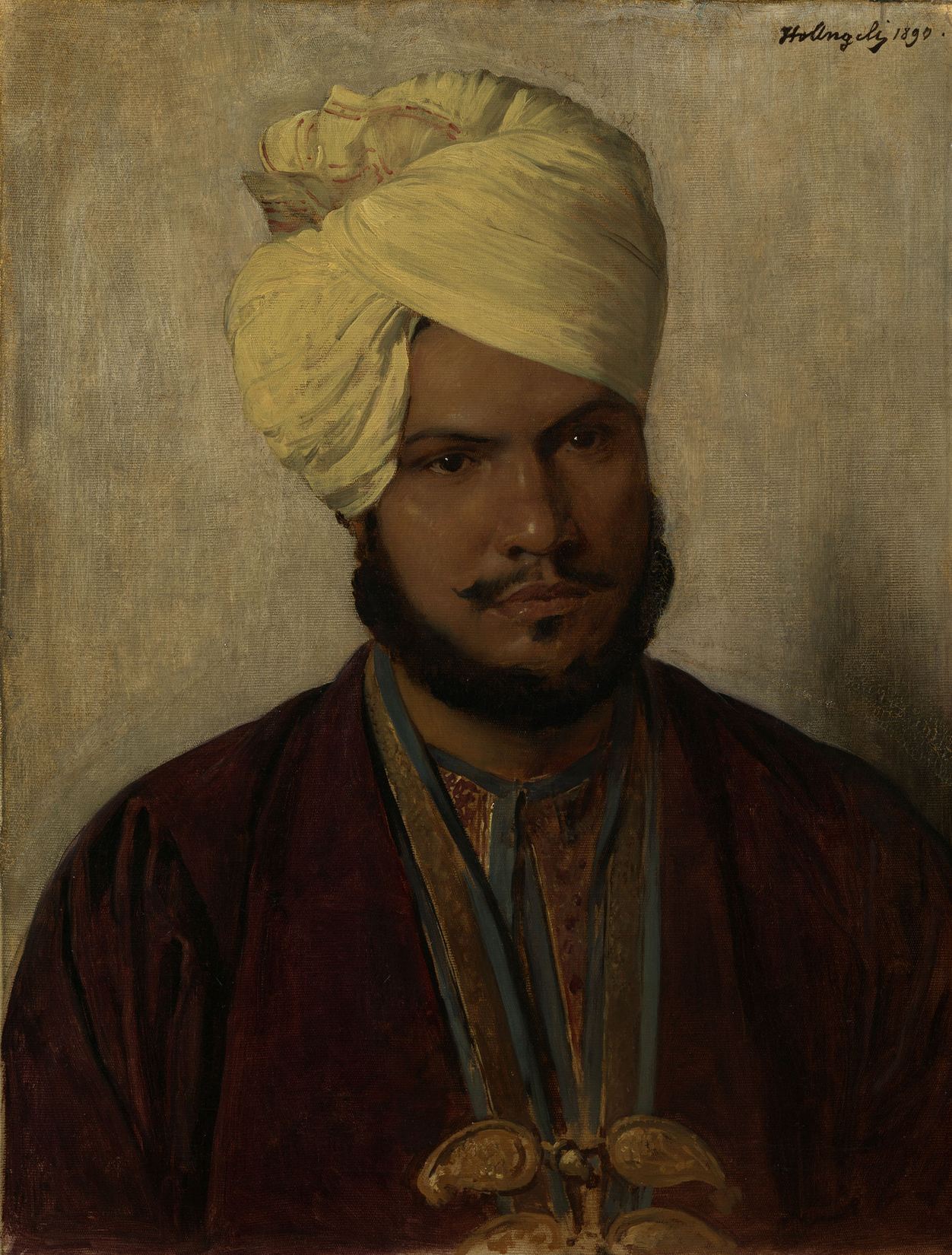
Heinrich von Angeli, ritratto del Munshi, 1890

Il dottor Reid non vide mai la signora Karim senza velo, anche se sostenne che ogni volta che fu chiamato ad esaminarla una diversa lingua uscì dal velo per la sua ispezione.
Nel 1892, il nome del Munshi cominciò a comparire nella Circolare di Corte tra I nomi delle persone che accompagnavano la Regina nel suo viaggio annuale a marzo in Costa Azzurra. Come sempre Vittoria passò il Natale 1892 a Osborne House, dove il Munshi, come negli anni precedenti, partecipò a tableau vivant organizzati come divertimento. L'anno seguente, durante la vacanza annuale di Vittoria in Europa continentale, fu presentato al Re Umberto I di Savoia. Nelle parole di un giornale dell'epoca, "Il Re non capì perché questo magnifico e imponente Indù avrebbe dovuto essere presentato formalmente a lui. L'idea popolare in Italia è che il Munshi è un principe indiano prigioniero, che è portato in giro dalla Regina come un segno esteriore e visibile della supremazia di Sua Maestà nell'Oriente.
Nel 1893 Vittoria mandava note ad Abdul Karim firmate in Urdu. Firmava spesso le sue lettere ad Abdul Karim come "la tua affezionata madre, VRI" o "la tua veramente devota e affezionata amorevole madre, VRI".

### Viaggi e il giubileo di diamante
Si percepiva che Il Munshi aveva preso vantaggio dalla sua posizione di favorito della Regina e si era elevato sopra il suo status di impiegato non qualificato, provocando risentimento nella corte. In un viaggio in Italia pubblicò un annuncio nella Florence Gazette dicendo che apparteneva a una buona e altamente rispettata famiglia". Abdul Karim rifiutò di viaggiare con gli altri Indiani e si appropriò della stanza da bagno di una domestica per il suo uso esclusivo. In una visita a Coburgo, rifiutò di assistere al matrimonio della nipote di Vittoria Vittoria Melita di Sassonia-Coburgo-Gotha, perché suo padre, figlio di Vittoria, Alfredo, duca di Sassonia-Coburgo-Gotha, gli aveva assegnato una sedia in una galleria con i domestici. Confrontata con l’opposizione della sua famiglia e dei servitori, la Regina difese il suo favorito. Scrisse al suo segretario privato Sir Henry Ponsonby: "far credere che il povero buon Mushi è così basso è veramente oltraggioso e in un paese come l'Inghilterra completamente fuori posto... Ha conosciuto 2 arcivescovi che erano figli rispettivamente di un macellaio & di un droghiere ... Il padre di Abdul Karim svolse un buono e onorevole servizio come dottore ed egli [Abdul Karim] si sente colpito al cuore quando si parla di lui così."
L'incarico di Lord Lansdowne terminò nel 1894, e fu sostituito da Lord Elgin. Il figlio di Ponsonby, Frederick, era stato l'aiutante di campo di Elgin in India per un breve periodo prima di essere nominato ufficiale d'onore di Vittoria. Vittoria chiese a Frederick di visitare Waziruddin, il "chirurgo-generale" ad Agra. Al suo ritorno in Gran Bretagna, Frederick disse a Vittoria che Waziruddin "non era chirurgo-generale ma solo un farmacista nella prigione", cosa che Vittoria "negò risolutamente" dicendo che Frederick "aveva visto l'uomo sbagliato". Per "evidenziare il suo dispiacere", Vittoria non invitò Frederick a cena per un anno.
Nel Natale del 1894, Munshi mandò a Lord Elgin un cartoncino d'auguri affettuoso che, con disappunto di Vittoria, non ricevette un ringraziamento. Attraverso Frederick Ponsonby si lamentò con Elgin, che rispose che "non immaginava che un ringraziamento fosse necessario, o che la Regina si aspettasse che lo dovesse inviare", facendo notare "quanto fosse impossibile per un Viceré dell'India entrare in una corrispondenza di questo tipo".
Frederick scrisse a Elgin nel gennaio 1895 che Abdul Karim era molto impopolare a Corte e che occupava "proprio la stessa posizione che ricopriva John Brown". Le Principesse Louise e Beatrice, il Principe Enrico di Battenberg, marito di Beatrice, il Primo Ministro Lord Rosebery, e il Segretario di Stato per l'India Henry Fowler sollevarono tutti preoccupazioni su Abdul Karim con la Regina, che "rifiutò di ascoltare quello che avevano da dire ma era molto irritata, come vedi il Munshi è una specie di animale di compagnia, come un cane o gatto a cui la Regina non è disposta a rinunciare volontariamente.". Elgin fu avvisato sia da Ponsonby che dall'India Office che la Regina dava le sue lettere da leggere al Munshi, e di conseguenza la sua corrispondenza con lei non doveva avere una natura confidenziale. I consiglieri di Vittoria temevano l'associazione di Abdul Karim con Rafiuddin Ahmed, un attivista politico indiano che risiedeva a Londra e che era collegato alla Lega Patriottica Musulmana. Sospettavano che Ahmed ottenesse informazioni confidenziali da Abdul Karim per passarle ad Amir, emiro dell'Afghanistan, Abdur Rahman Khan. Non c'è alcuna indicazione che queste paure fossero fondate o che il Munshi fosse mai indiscreto.

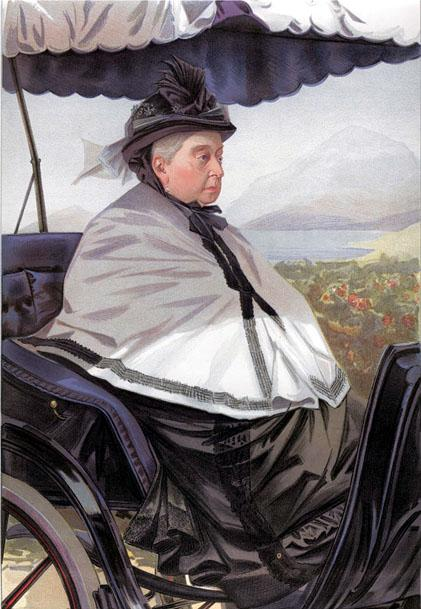
Vittoria in vacanza nel sud della Francia

Durante la vacanza annuale della Regina in Costa Azzurra nel marzo 1895 i giornali locali pubblicarono degli articoli su Le Munchy, il segretario indiano e il professore della Regina, che secondo Frederick Ponsonby erano istigati da Abdul Karim. In occasione del compleanno della Regina del 1895 in maggio Abdul Karim fu nominato cavaliere dell'Ordine dell'Impero Indiano, nonostante l'opposizione sia di Rosebery sia di Fowler. Tyler fu sorpreso della ascesa di Abdul Karim quando visitò l'Inghilterra il mese successivo.
Dopo le elezioni generali del 1895 Rosebery e Fowler furono sostituiti da Lord Salisbury e Lord George Francis Hamilton rispettivamente. Hamilton pensava che Abdul Karim non fosse così pericoloso come qualcuno pensava ma che era "un uomo stupido e che quindi poteva diventare uno strumento nelle mani di altri uomini." All'inizio del 1896, Abdul Karim ritornò in India con un permesso di sei mesi, e Hamilton e Elgin lo misero sotto sorveglianza "discreta". Non osavano che fosse troppo ovvia per evitare che il Munshi la notasse e si lamentasse con la Regina. Nonostante la paura che Abdul Karim potesse incontrare agenti nemici, la sua visita a casa non sembra abbia avuto eventi di rilievo.
Lasciò Bombay per la Gran Bretagna nell'agosto del 1896, portando con sé il giovane nipote Mohammed Abdul Rashid. Abdul Karim non aveva figli propri. Vittoria aveva fatto in modo che una donna medico esaminasse la moglie del Munshi nel dicembre del 1893, visto che la coppia aveva cercato di concepire un figlio senza successo. Nel 1897, secondo Reid, Abdul Karim aveva la gonorrea.
Nel marzo del 1897 quando membri della Corte si preparavano a partire per Cimiez per la visita annuale della Regina, insistettero che Abdul Karim non accompagnasse la Corte e minacciarono di dimettersi se lo avesse fatto. Quando Harriet Phipps, una delle damigelle d'onore, la informò della decisione collettiva, la Regina gettò per terra il contenuto della scrivania in un attacco di furore. La Corte fece marcia indietro ma la vacanza fu guastata dal crescente risentimento e dai litigi tra la Corte e Vittoria. Pensò che la loro sfiducia e avversione per Abdul Karim fossero motivate da "pregiudizio razziale" e gelosia. Quando Rafiuddin Ahmed raggiunse Abdul Karim a Cimiez, la Corte lo costrinse ad andare via, cosa che Vittoria pensò fosse "vergognosa", e domandò al Primo ministro di scusarsi con Ahmed, spiegando che era stato escluso solo perché aveva scritto articoli sui giornali e i giornalisti non erano ammessi. Ponsonby scrisse a fine aprile che "[il Munshi] sembra essere un uomo completamente stupido e illetterato, e il suo solo scopo nella vita sembra essere di non fare nulla e mangiare quanto può." Reid avvisò la Regina che il suo attaccamento a Abdul Karim aveva portato a dubbi sulla sua salute mentale e Hamilton telegrafò a Elgin chiedendo informazioni sul Munshi e sulla sua famiglia cercando di discreditarlo. Ricevendo la risposta di Elgin che erano "rispettabili e degni di fiducia... ma la posizione della famiglia è umile", Hamilton concluse "il Munshi non ha fatto nulla a mia conoscenza che sia riprovevole o meritevole di una critica ufficiale ... indagini non sarebbero corrette, a meno che non fossero in collegamento con una dichiarazione definita o un'accusa." Tuttavia autorizzò ulteriori indagini sull’ "intrigante musulmano di nome Rafiuddin". Nulla fu mai provato contro Ahmed, che divenne più tardi un funzionario del governo di Bombay e fu fatto cavaliere nel 1932. L'effetto del diverbio, con le parole di Hamilton, fu "di metterlo [il Munshi] di più nel suo posto umile e la sua influenza non sarà la stessa in futuro".

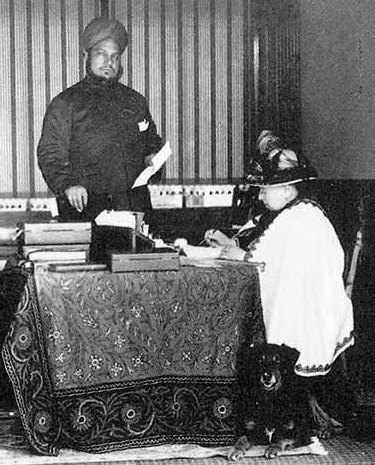
Il Munshi fece pubblicare questa foto di lui e della Regina a Balmoral nel numero dedicato al Diamond Jubilee sul The Graphic, 1897.

Dopo la sofferenza del 1897, Vittoria cercò di rassicurare il Munshi. "Ho inserito nel mio testamento disposizioni per assicurare il tuo benessere", gli scrisse, "e ho sempre pensato bene di te. La lunga lettera che allego e che è stata scritta quasi un mese fa è interamente e soltanto la mia idea, nessuna persona umana saprà mai di essa e della tua risposta. Se non riesci a leggerla ti aiuterò, e poi bruciala subito." Disse a Reid che i litigi mettevano lei e il Munshi sotto tensione, cosa che rispose era poco probabile per il secondo "giudicando dal suo aspetto robusto e la sua audacia non diminuita ". Lord Salisbury disse a Reid che lo riteneva improbabile anche per lei e che segretamente godeva delle discussioni perché erano "il solo tipo di eccitazione che può avere".
Reid sembra essersi unito al resto della Corte nel lamentarsi del Munshi perché la Regina gli scrisse, "Pensavo che voi steste tra me e loro ma ora sento che prendete la loro parte." Nel 1899, membri della Corte di nuovo insistettero che Karim non accompagnasse la Regina nella sua vacanza annuale a Cimiez. La Regina decise di lasciare Abdul Karim a Windsor, poi quando fu sistemata all'hotel Excelsior Regina telegrafò ad Abdul Karim di raggiungerli.

### Ultimi anni
Alla fine del 1898 l'acquisto da parte di Abdul Karim di un terreno adiacente alla sua precedente concessione fu completato; era diventato un uomo ricco. Reid sostenne nel suo diario che aveva affrontato Abdul Karim sui suoi affari finanziari: "Avete detto alla Regina che in India non si danno ricevute per il denaro, e quindi non dovevate darne alcuna a Sir F. Edwards [Tesoriere della Regina]. Questa è una bugia e vuol dire che volete ingannare la Regina." Il Munshi disse alla Regina che avrebbe fornito le ricevute in risposta alle accuse e Vittoria scrisse a Reid respingendo le accuse, chiamandole "vergognose".
Abdul Karim chiese a Vittoria il titolo di "Nababbo" (Navvab), l'equivalente indiano di un Pari del Regno Unito, e di nominarlo commendatore dell'Ordine dell'Impero indiano, che avrebbe fatto di lui "Sir Abdul Karim". Un inorridito Elgin suggerì invece che nominasse Abdul Karim membro dell'Ordine reale vittoriano (MVO), che era un suo regalo, non dava diritto a un titolo, e avrebbe avuto poche implicazioni politiche in India. Il Tesoriere Sir Fleetwood Edwards e il Primo ministro Lord Salisbury si opposero anche a questa onorificenza inferiore. Tuttavia nel 1899, in occasione del suo ottantesimo compleanno, Victoria nominò Abdul Karim commendatore dell'ordine, un rango intermedio tra membro e cavaliere di commenda.
Il Munshi ritornò India nel novembre 1899 per un anno. Waziruddin, descritto come "un raffinato vecchio signore" da Lord Curzon, sostituto di Elgin come Viceré, morì nel giugno del 1900. Quando Abdul Karim ritornò in Gran Bretagna nel novembre del 1900 Vittoria era visibilmente invecchiata, e la sua salute stava peggiorando. Dopo tre mesi morì.
Dopo la morte di Vittoria, suo figlio Edoardo VII del Regno Unito licenziò il Munshi e i suoi parenti da corte e li fece tornare in India. Tuttavia Edoardo permise al Munshi di essere l'ultimo a vedere il corpo di Vittoria prima della chiusura della bara, e di far parte della processione del funerale. Quasi tutta la corrispondenza tra Vittoria e Abdul Karim fu bruciata su ordine di Edoardo. Lady Curzon scrisse il 9 agosto 1901,
Charlotte Knollys mi disse che lo spirito maligno del Munshi che aveva spaventato tutta la Corte a Windsor per molti anni si era dimostrato una ridicola farsa, dato che il pover uomo aveva non solo consegnato tutte le sue lettere anche le fotografie firmate dalla Regina e che era tornato in India come un cane frustato. Tutti i domestici indiani sono tornati in India e così non c'è alcuna immagine orientale & stranezza a Corte.
Nel 1905–06, Giorgio, Principe di Galles, visitò l'India e scrisse al re da Agra: "La sera vedemmo il Munshi. Non è diventato più bello e sta diventando grasso. Devo dire che era molto civile e umile e veramente contento di vederci. Portava il suo CVO [l'insegna di commendatore dell'Ordine Vittoriano] che non avevo idea che avesse ricevuto. Mi è stato detto che vive tranquillamente qui e non dà alcun problema."
Il Munshi morì nella sua casa, Karim Lodge, nella sua tenuta ad Agra nel 1909. Gli sopravvissero due mogli, e fu sepolto in un mausoleo a forma di pagoda nel cimitero Panchkuin Kabaristan ad Agra accanto a suo padre.
Su istruzione di Edoardo VII, il Commissario di Agra, W. H. Cobb, visitò Karim Lodge per recuperare la rimanente corrispondenza tra il Mushi e la Regina o la Corte, che fu confiscata e inviata al Re. Il Viceré (allora Lord Minto), il Vice-Governatore John Hewitt, e funzionari dell'India Office disapprovarono il sequestro e raccomandarono che le lettere fossero restituite. Alla fine il Re ne restituì quattro, a condizione che gli fossero rimandate alla morte della prima moglie del Munshi. La famiglia di Abdul Karim, che era emigrata in Pakistan durante la Partizione, tenne il suo diario e una parte della corrispondenza nascondendola fino al 2010, quando furono resi pubblici.

## Eredità
Dato che il Munshi non ebbe figli, i suoi nipoti e pronipoti ereditarono la sua ricchezza e le sue proprietà. La famiglia del Munshi continuò a risiedere a Agra fino all'indipendenza dell'India e la sua partizione nell’agosto del 1947, e poi emigrarono a Karachi, Pakistan. La tenuta, inclusa Karim Lodge, fu confiscata dal governo indiano e suddivisa tra alcuni Hindu rifugiati dal Pakistan. Metà della Karim Lodge fu successivamente divisa in due residenze individuali, mentre l'altra metà divenne una residenza per anziani e un ufficio medico.
Fino alla pubblicazione delle memorie di Frederick Ponsonby nel 1951, c'era poco materiale biografico sul Munshi. L'esame da parte di studiosi della sua vita e del rapporto con Vittoria cominciò intorno al 1960, focalizzandosi sul Munshi come "l'illustrazione del pregiudizio e di razza e classe nell'Inghilterra vittoriana". Mary Lutyens, nel rivedere il diario di sua nonna Edith (moglie di Lord Lytton, Viceré dell'India 1876–80), concluse: "Anche se si può capire che il Munshi non piaceva, come succede quasi sempre ai favoriti, ... non si può fare a meno di sentire che la ripugnanza con cui era considerato dalla Corte era basata soprattutto sullo snobismo e sul pregiudizio di colore." Il biografo di Vittoria Elizabeth Longford scrisse: "Abdul Karim provocò ancora una volta la stessa immaginazione reale che aveva magnificato le virtù di John Brown ... Tuttavia, si insinuò nella sua confidenza come una persona inferiore, mentre incrementò la sciocca infatuazione della nazione per un sogno inferiore, il sogno dell'Impero Coloniale."
Gli storici concordano con i sospetti della Corte che il Munshi influenzasse l'opinione della Regina sulle questioni indiane, spingendola contro gli Hindu e favorendo i musulmani. Ma i sospetti che passò dei segreti a Rafiuddin Ahmed non sono presi in considerazione. Vittoria sostenne che "nessun documento politico di alcun tipo è mai finito nelle mani del Munshi, persino in sua presenza. La aiuta solo a leggere parole che non riesce a leggere o semplici mandati per la sua firma. Non legge l'inglese abbastanza bene per leggere qualcosa di importante." Di conseguenza, è considerato improbabile che abbia potuto influenzare la politica indiana del governo o dato utili informazioni agli attivisti musulmani.

## Nella cultura di massa
Il film del 2017 Vittoria e Abdul, basato sull'omonimo libro di Shrabani Basu e diretto da Stephen Frears con Ali Fazal come Abdul Karim e Judi Dench come la Regina Vittoria, offre una versione romanzata del rapporto tra Karim e la regina.